# Réacteur nucléaire de Kinshasa
Le réacteur nucléaire de Kinshasa est un réacteur nucléaire de recherche de l'université de Kinshasa (site du mont-Amba, commune de Lemba) en République démocratique du Congo. Il est le premier réacteur nucléaire installé en Afrique. Il est installé à Kinshasa le 6 juin 1959[réf. nécessaire]. 

## Histoire
En 1958, le « Gouvernement général » du Congo belge a acheté à la General Dynamics Corporation (États-Unis) un réacteur de recherche de type Triga Mark I d'une puissance de 10  à   50  kW. Ce avec l'accord du ministre belge du Congo et du Ruanda-Urundi
Ce réacteur était destiné à la Commission consultative des sciences nucléaires, présidée par Monseigneur Luc Gillon, recteur de l'université Lovanium à Léopoldville de 1954 à 1967. Mg Luc Gillon est docteur en physique et a suivi l'enseignement de Robert Oppenheimer à l'université de Princeton.
Il fut construit sur le site du Centre Trico de l'université, et consistait en un ensemble de laboratoires de la Faculté des sciences, de la Faculté de médecine, ainsi que de l'hôpital universitaire qui y était rattaché. Il entre en service le 6 juin 1959 pour la recherche, l'enseignement et la production d'isotopes à usages médicaux et agricoles.
En 1970, le Centre Trico devient le Centre régional d'études nucléaires de Kinshasa (CREN-K). Le CREN-K décide rapidement de se doter d'un réacteur de recherche plus puissant, le Trico II. Celui-ci, d'une puissance de 1 MW est inauguré en 1972.
TRICO II est mis en service en mars 1973, mais depuis 1994, il ne fonctionne plus faute de moyens.
La première guerre du Congo (1996-1997) et la deuxième guerre du Congo (1998-2003) ont achevé de réduire le réacteur TRICO II "en miettes" selon l'AFP[réf. nécessaire].
En 2007, des barres d'uranium sont volées en vue d'un possible détournement à des fins militaires.

## Contrôle
À l'origine, les autorités belges étaient chargées du suivi du projet. Après l'indépendance du Congo, une Convention générale de coopération technique et scientifique fut conclue, le 23 août 1968, entre le gouvernement du Royaume de Belgique et le gouvernement de la République démocratique du Congo. Celle-ci prévoyait la possibilité de conclure des accords particuliers de coopération technique. Un accord cadre fut signé le 9 novembre 1973, et régulièrement reconduit à l'époque de la République du Zaïre. Il permettait notamment l'accès aux installations pour des institutions scientifiques belges.
Le cadre juridique mis en place a permis au SCK-CEN de Mol d'apporter une contribution importante aux travaux qui précédèrent la mise en activité du réacteur Trico II, et à la maintenance du réacteur. L'Institut des radioéléments de Fleurus a apporté quant à lui son appui au CREN dans le domaine de la production de radioéléments à usages médicaux.
Cet accord ne fut cependant pas reconduit à partir de 1987.
L'autorité chargée de la gestion du réacteur nucléaire Trico II est actuellement le « Commissariat général pour l'énergie atomique de la République démocratique du Congo. » Fin des années 1990, celui-ci n'était toutefois plus en activité car aucune dotation budgétaire ne lui était allouée. Divers équipements et diverses difficultés techniques hypothéquaient sa gestion.  
Le réacteur Trico II est cependant soumis au système de contrôle des garanties de l'Agence internationale pour l'Énergie atomique (AIEA) et fait l'objet d'une inspection annuelle.
L'AIEA a initié, en 1988, un projet de coopération technique portant sur la fourniture d'équipements et d'éléments de combustible de rechange. Ce projet n'est pas encore terminé.

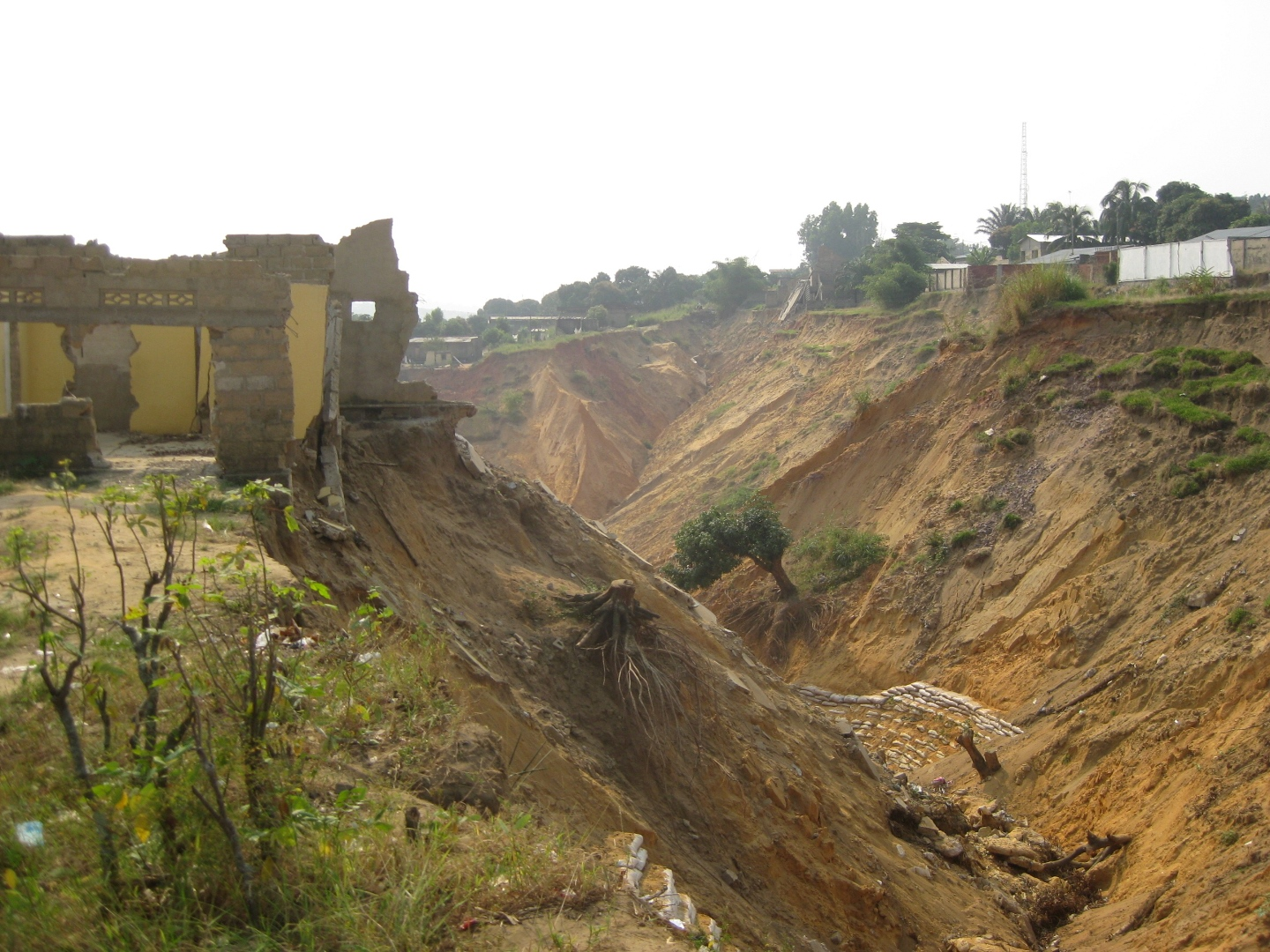
Erosion dans la cité Mama Mobutu, commune de Mont Ngafula, dans les environs de l'université

En effet, des équipements et des éléments de combustible (uranium enrichi à 20 %) avaient été commandés auprès de la firme américaine General Dynamics Corporation (fournisseur du réacteur) qui, en raison de l'embargo décrété par les États-Unis contre le régime du président Mobutu, a été empêchée de procéder aux livraisons demandées par l'agence.
Malgré le changement de régime au Congo, la politique américaine envers le pays ne s'est pas encore assouplie et l'agence est contrainte actuellement d'essayer d'acquérir des équipements de réacteurs du même modèle, qui sont sur le point d'être fermés, comme c'est le cas notamment en Allemagne. En ce qui concerne le combustible, le problème reste entier.
Même en l'absence de ces réparations et du remplacement des éléments de combustible défaillants, le réacteur Trico II reste en état de fonctionner à une faible puissance et pour une courte durée seulement. Une remise en activité de ce type a lieu, lors des inspections de garanties de l'AIEA, afin de démontrer que les éléments de combustible se trouvent toujours au cœur du réacteur.
Le site du réacteur nucléaire se trouve par ailleurs dans la zone des collines de Kinshasa, qui subit une importante érosion liées aux pluies et à l'urbanisation croissante de la zone, ce qui ne va pas sans poser de problème de sécurité. 
Malgré ces différentes difficultés, des experts en sûreté nucléaire de l'AIEA ont régulièrement visité le site et souligné le bon état dans lequel le réacteur a été maintenu grâce au dévouement des techniciens locaux et malgré une absence totale de moyens budgétaires. Depuis le début des années 2000 cependant, la situation du réacteur se dégrade, souffrant du non investissement et de l'érosion qui affecte ce quartier de Kinshasa,.
Fin 2014, le Commissariat général à l’énergie atomique de RDC recrute des ingénieurs, des physiciens et des géologues. Selon une enquête menée en 2015, le Mont-Amba est une colline sujet à une forte érosion qui pourrait provoquer l’effondrement du centre et de son réacteur((source?)).